# 21-idrossisteroide deidrogenasi (NAD+)
La 21-idrossisteroide deidrogenasi (NAD+) è un enzima appartenente alla classe delle ossidoreduttasi, che catalizza la seguente reazione:
pregnan-21-olo + NAD+ ⇄ pregnan-21-ale + NADH + H+
L'enzima agisce su numerosi 21-idrossicorticosteroidi.